# Horst Säcker
Horst Paul Säcker (* 6. November 1941 in Dortmund; † 6. Oktober 2015) war ein deutscher Jurist. Er war von 1980 bis 2006 Richter am Bundesverwaltungsgericht, seit Januar 1996 Vorsitzender Richter.

## Leben und Wirken
Säcker studierte Rechts- und Staatswissenschaften in Münster und Würzburg. Nach der ersten juristischen Staatsprüfung 1965 promovierte ihn 1968 die Universität Würzburg mit dem Thema „Der verfassungsgerichtliche Schutz gegen innerkirchliche Maßnahmen:  Zugleich ein Beitrag zum gegenwärtigen Rechtsverhältnis von Staat und Kirche“ zum Doktor der Rechte. Nach Abschluss seiner juristischen Ausbildung trat er 1970 in den Justizdienst des Freistaates Bayern ein, wurde dem Landgericht München I zugewiesen und zugleich an das Bayerische Oberste Landgericht in München abgeordnet. 1971 folgte die Zuweisung an die Staatsanwaltschaft bei dem Landgericht München I. Von 1972 bis 1978 war Säcker als wissenschaftlicher Mitarbeiter an das Bundesverfassungsgericht abgeordnet. Im April 1978 wurde er zum Regierungsdirektor ernannt. Nach Beendigung der Abordnung wurde er in den Geschäftsbereich des Bayerischen Staatsministeriums des Innern versetzt und zum Richter am Bayerischen Verwaltungsgerichtshof ernannt.
Nach seiner Ernennung zum Richter am Bundesverwaltungsgericht im Juni 1980 wies das Präsidium Säcker dem u. a. für das Asylrecht, das Heimkehrer- und das Kriegsgefangenenentschädigungsrecht zuständigen 9. Revisionssenat zu. Nach der Ernennung zum Vorsitzenden Richter im Januar 1996 übernahm er den Vorsitz des u. a. für das Fürsorgerecht einschließlich des Asylbewerberleistungsrechts, die Kriegsopferfürsorge, das Schwerbehinderten-, das Mutterschutz-, das Jugendhilfe-, das Jugendschutz- und das Ausbildungsförderungsrecht sowie seit Anfang 2005 auch für das Staatsangehörigkeitsrecht zuständigen 5. Revisionssenats. Am 30. November 2006 trat Säcker in den Ruhestand und er starb am 6. Oktober 2015.
Er war Mitglied der katholischen Studentenverbindungen AV Cheruscia Münster (seit 1961) und KDStV Borusso-Saxonia Berlin, beide im CV.